# 佩多西 (赫梅利尼茨基區)
49°28′2″N 26°43′35″E / 49.46722°N 26.72639°E
佩多西（烏克蘭語：Педоси）是位於烏克蘭西部的村莊，由赫梅利尼茨基州裡赫梅利尼茨基區的黑奧斯特里夫市鎮負責管轄。該村面積2.49平方公里，海拔高度312米，2024年人口401，人口密度每平方公里238.55人。